# Dorcadion leopardinum
Dorcadion leopardinum là một loài bọ cánh cứng trong họ Cerambycidae.